# Град на любов и надежда
„Град на любов и надежда“ (на японски: 愛と希望の街) е японска драма от 1959 година.

## Сюжет
Младият Масао (Хироши Фуджикава) живее заедно с често боледуващата си майка и по-малката си сестра. Семейството едва свързва двата края и Масао иска да си намери работа, докато майка му настоява той да продължи образованието си. Заради това, те са принудени да се изхранват по неособено честни начини. Масао нееднократно продава гълъбите, които отглежда, а те няколко дни след това напускат новите си стопани и се завръщат у дома. Веднъж той продава гълъб на девойката от богато семейство Кийоко (Юки Томинага), която приема присърце съдбата на младежа и решава да му помогне да устрои живота си.

## В ролите
- Хироши Фуджикава като Масао
- Юки Томинага като Кийоко
- Юко Мочизуки като Кунико, майката на Масао
- Мичио Ито като Ясуе, сестрата на Масао
- Фумио Ватанабе като Юджи, брата на Кийоко
- Какуко Чино като госпожица Акияма, учителката
- Фуджио Суга като Кухара, бащата на Кийоко